# Гланмайр
Гланмайр (англ. Glanmire; ирл. Gleann Maighir) — деревня в Ирландии, находится в графстве Корк (провинция Манстер).